# Perro muerto (película)
Perro muerto es una película chilena dirigida por Camilo Becerra, estrenada en octubre de 2010 en el Festival Internacional de Cine de Valdivia, y posteriormente el 27 de octubre de 2011 en el resto del país.

## Argumento
Alejandra es una joven madre soltera que vive junto a su pequeño hijo en la propiedad de la abuela del niño, quien acaba de fallecer recientemente. Braulio, el abuelo del niño, decide vender la casa, y Alejandra, en su búsqueda de un lugar dónde vivir, debe decidir entre hacerse cargo de su hijo o «hacer perro muerto» —chilenismo que significa irse sin avisar— continuando su vida de adolescente, que se niega a abandonar.

## Premios

### Festival Internacional de Cine de Valdivia
| Año  | Competencia          | Premio         | Resultado |
| ---- | -------------------- | -------------- | --------- |
| 2010 | Largometraje Chileno | Mejor Película | Ganadora  |